# テイルズ オブ デスティニー
『テイルズ オブ デスティニー』（Tales of Destiny、略称：TOD / デスティニー）は、1997年12月23日にナムコから発売されたPlayStation用RPG。『テイルズ オブ』シリーズの1つ。ジャンル名は「運命のRPG」。キャッチコピーは「運命を解き放て」。

## 概要
意思を持つ剣「ソーディアン」のマスターとなったスタンの冒険が描かれる。シリーズで初めてオープニングアニメーションを採用。また、キャラクター同士が雑談をするシステム「アクティブパーティウィンドウ」を採用しており、後のシリーズ作品で「スキット」や「チャット」という名称で長く採用され続ける。
タイトルの由来は中山美穂の曲「True Romance」から。2002年11月28日には本作の18年後を舞台とする続編『テイルズ オブ デスティニー2』が発売された。
2006年11月30日にPlayStation 2（以下PS2）でセルフカバー（リメイク）版が発売された。ジャンル名は「運命という名のRPG」。戦闘システムでは、技や術の使用に必要だった「TP」（テクニカル・ポイント）に代わって「CC」（チェイン・キャパ）を採用。また、空中で技が発動できるという新システムも採用している。
2008年1月31日には『テイルズ オブ デスティニー ディレクターズカット』が発売。ジャンル名は「もうひとつの運命という名のRPG」。PS2版に登場キャラクター・リオンが主人公となるストーリー「リオンサイド」などの新要素が加わっている。

## ストーリー
兵士として自らの名を上げるために故郷のリーネ村を飛び出したスタン・エルロンは、セインガルド王国の首都ダリルシェイド行きの飛行竜「ルミナ・ドラコニス」に密航するが、密航が発覚し武器を取り上げられてしまう。そこへ魔物が襲来。武器を取り上げられていたスタンは武器を探すため飛行竜内を捜索する。そして、倉庫で見つけたのが「ソーディアン・ディムロス」だった。
ディムロスのマスターとなったスタンは、その後の道中で「ソーディアン・アトワイト」のマスターであるルーティ・カトレットや「ソーディアン・シャルティエ」のマスターであるリオン・マグナスと出会い、「神の眼」を巡る騒乱に巻き込まれて行く。

## システム（PS版）
戦闘システム「エンハンスト・リニアモーションバトルシステム (E-LMBS)」
ソーディアンと晶術
特定のキャラクターは、「ソーディアン」を装備できる。ソーディアンはプレイヤーキャラクターと同様に経験値をためてレベルアップするという特性を持つ。ソーディアンはレベルアップ時に「晶術」を修得することがあり、ソーディアンを装備しているキャラクターは自身が修得した技の他に、そのソーディアンが習得した晶術を使用できる。
ディスク
ソーディアンの性能を拡張するアイテム。装着したソーディアンの攻撃力を向上させ、あるいは特定の晶術が使えるようにする。PS2版では「ソーディアンデバイス」に置き換える形で廃止された（#ソーディアンの変更点・追加要素を参照）。

ガルドとレンズ
本作では戦闘に勝利すると、通貨である「ガルド」の他に「レンズ」を入手できる。このレンズは町や村にあるオベロン社の換金所で換金できるが、レンズの換金レートは場所により異なる。
PS2版では「リライズ」の際にも使用する。
フードサック
前作『テイルズ オブ ファンタジア』に続いて採用されたシステム。りんごやみかんなど、食べ物系のアイテムで中身を補充しておけば、1歩歩くごとにHPが1回復する。食べ物の種類は格段に増え、フードサックの数値だけでなく特殊効果が付加されているものもある。複数の食材を組み合わせて作る数値の高い食べ物系アイテムの数も前作の1種から4種となっている。
PS2版では「フードストラップ」という新たなシステムが追加され、PS版のフードサックと他の『テイルズ オブ』シリーズにおける料理システムとの中間のようなシステムとなった（#その他の変更点・追加要素参照）。
APW（アクティブパーティウィンドウ）
APWはフィールド画面で左下に表示されるウィンドウ。このウィンドウにはパーティメンバーの内、戦闘メンバーに選ばれている4名が表示され、フィールド上を移動するとウィンドウの背景も移動する。また、フィールド画面で何の操作もせずに一定時間経過すると、ウィンドウ内のキャラクター達が会話を始める。
後のシリーズ作品のスキットの原型となったシステム。
マルチプレイ
装飾品「チャネリング」を装備したキャラクターを2P以降のコントローラーに対応した隊列に並べた状態（2Pなら2番目）で戦闘中でセレクトボタンを押すとマルチプレイが可能になる。
好評だったこのシステムは後のシリーズでも受け継がれ、『テイルズ オブ エターニア』以降ではチャネリング必要なしでマルチプレイが可能になっている。

## 登場人物

### ソーディアン・マスター
スタン・エルロン (Stan Aileron)
声 - 関智一
本作の主人公。19歳。フィッツガルドの山村であるリーネに住んでいる羊飼い。超がつく寝ぼすけ。セインガルドの兵士として名を上げることを思いつき、家を飛び出してダリルシェイド行きの飛行竜にこっそり乗り込む。そこでひょんなことからソーディアン・ディムロスと出会い、マスターとなる。
ルーティ・カトレット (Rutee Kartret)
声 - 今井由香
本作のヒロイン。18歳。セインガルド王国東部の街・クレスタ出身のレンズハンター。孤児院育ちで、経営難の孤児院を救うべくレンズハンターになった。儲け話には目が無く、犯罪に手を染めることもあるため、各地に手配書が回っている。彼女が孤児院前に捨てられていたときから持っていたというソーディアン・アトワイトのマスター。
リオン・マグナス (Lion Magnus)
声 - 緑川光
16歳。セインガルド王国の客員剣士にして、オベロン社総帥ヒューゴの側近。実はヒューゴの息子で、リオンの名はその関係を隠すための偽名。また、ある事情から家族の愛情というものを知らずに育ってきた。ソーディアン・シャルティエのマスター。
フィリア・フィリス (Philia Philis)
声 - 井上喜久子
19歳。ストレイライズ大神殿で古代文明を研究しているアタモニ神団の司祭。大きな丸眼鏡をかけている。神殿暮らしが長かったためか天然な部分も持つ。ある一件からスタンたちとかかわりを持ち、ソーディアン・クレメンテのマスターとなる。
ウッドロウ・ケルヴィン (Woodrow Kelvin)
声 - 速水奨
23歳。雪国ファンダリアの王子。武術に長け、政治力や統率力にも優れる、次期王たる器の持ち主。しかし放浪癖がある。近接武器と弓の両方を装備できる。ソーディアン・イクティノスのマスター。

### ソーディアン・マスター以外のメンバー
マリー・エージェント (Mary Agent)
声 - 天野由梨
24歳。「マリー」という名しか覚えていないという記憶喪失の女戦士で、1年以上前にルーティと出会い、「旅をしていれば記憶を取り戻すかもしれない」という理由からルーティと行動を共にする。料理が得意。普段は穏やかだが、戦闘になると人が変わる。
チェルシー・トーン (Chelsea Tone)
声 - 渡辺菜生子
14歳。ウッドロウの弓術の師アルバの孫娘。小型の弓の使い手で、祖父仕込みの技術はかなりのもの。もともとはジェノス生まれの令嬢だが、幼い頃に両親を流行病で失い、祖父の元に引き取られた。兄弟弟子とも言えるウッドロウに恋心を抱いている。
ジョニー・シデン (Johnny Shiden)
声 - 山寺宏一
26歳。アクアヴェイル公国・シデン領当主の三男。弦楽器を片手に世界を旅する吟遊詩人で、飄々とした性格。ある過去からトウケイ領主ティベリウスに恨みを持っているが、普段はそれを表に出さない。
マイティ・コングマン (Mighty Kongman)
声 - 玄田哲章
39歳。ノイシュタットの闘技場に君臨するチャンピオン。本当はいかなる武器も扱える多彩な武芸者だが、チャンピオンとしてのプライドから武器を使うことを良しとせず、鍛えぬいた肉体でのみ戦う。ノイシュタットの住民（特に下層階級）のヒーローであることを自覚しており、鍛錬は怠らない。
リリス・エルロン (Lilith Aileron)
声 - 今井由香（PS版）、沢口千恵（ドラマCD版、PS2版）
17歳。スタンの妹。PS2版ではサブイベント攻略後にパーティに加わる。エルロン家の家事を一手に引き受けている。ブラコン気味。

## 設定・用語

### 国家
セインガルド王国
世界地図中央に位置する大陸の北方を占める二大強国の一つ。首都ダリルシェイドには、レンズに依存した高い技術力を有するオベロン社の本社が置かれ、世界で唯一の飛行竜も所持する(しかし､2では一転して難民街になってしまう)。アタモニ神団の総本山ストレイライズ大神殿もセインガルド王国内にあり、世界で最もアタモニ教が布教されている国でもある。
ファンダリア王国
世界地図中央に位置する大陸の南方を占める二大強国の一つ。1年を通して降雪、積雪が絶えず、氷河なども存在する極寒の土地。国土が隣合わせということもあり、セインガルドとは比較的友好関係にある。現国王のイザーク・ケルヴィンは賢王として名高く支持率も高いが、一部には独立を希求する派閥も存在する（PS2版）。
カルバレイス
セインガルドから西方に位置する、広大な砂漠に多数の火山が点在する不毛の土地を国土としている。天地戦争時代に天上軍がゴミ捨て場として使っていた土地で、そこに天地戦争に敗れた「天上人」を追放したのがこの国の始まり。それゆえに長年に渡り他国から迫害を受け続け、国家としての独立を果たした現在も敵対感は根強い（ただしセインガルドとは国交がある）。首都カルビオラにはストレイライズ神殿も建設されているが、住民は異教としか見ておらず布教は進んでいない。国の一角に天地戦争時代のゴミ山、トラッシュマウンテンがある。
国唯一の港町であるチェリクには「バルック基金」が設立されていて、PS版では貧しい子供達に生活用品を配るなどしていて住民の感謝の声が絶えないようだが、PS2版では建物の外観や設備、職員の生活が恵まれているなどの理由から住民には疎まれている。
フィッツガルド
カルバレイスから南方に位置する民主主義国家。温暖な気候を持つ緑豊かな国土を持つ。首都ノイシュタットにオベロン社の支社が置かれたことで急速に発展し、現在は資本率世界第2位を誇る富国である。同時に、オベロン社を擁するセインガルドの強い影響下にあることから、セインガルド側にはフィッツガルドを属国として見る傾向がある（この傾向に対する抵抗感も存在する）。また、首都ノイシュタットでは、急速な発展に伴う激しい貧富の差が問題となっている。特に裕福な者は移住者側に偏りがちで、この点にも不満感が強い。
新進の国家であるため、首都の周辺を除けば開拓はほとんど進んでいない。他に、ノイシュタットの闘技場が世界的に有名。
アクアヴェイル公国
セインガルドから北東に位置する東洋風の国家連合。複数の領国から成り、それらを一括して「アクアヴェイル」としている。鎖国状態にあり、他国との交流が厳しく制限されている。特に建国の経緯からセインガルドとの関係は非常に険悪で、オベロン社の支部やストレイライズ神殿はない。一方で鎖国によって独自の文化が保たれており、前述の通り建造物や人々の格好は昔の日本や中国に酷似した東洋風である（ただし人名は他国同様、西洋風）。

### レンズ
およそ千年前に地球に衝突した巨大彗星の核の欠片。特有の特殊エネルギーを含有しており、レンズから引き出したエネルギーは機械の原動力や医薬品など様々な形で利用されている。また、精神エネルギー（人間のものに限らない）に反応を示す性質があり、思考・集中のみでレンズからエネルギーを引き出すことができる。このエネルギーを意のままに操る技術が晶術である。現在は主に天地戦争時代の遺跡やモンスターの体内から発見・採取される。
レンズが含有するエネルギーの総量はレンズの規模・純度・密度などに関係し、エネルギーを出し尽くしたレンズは何の役にも立たないガラス細工の代物になってしまう。しかし、一定の工程を経て加工されたレンズはエネルギーの発生源としての性質を持つようになり、こうしたレンズは破損しない限りエネルギーを生み出し続ける。後述の神の眼やソーディアンのコアクリスタルなども、こうした加工されたレンズの一種である。
巨大彗星の衝突とその二次災害により人類は滅亡の危機に瀕したが、同時にレンズを発見したことにより、この危機を回避する。レンズの利用方法は天地戦争の終結まで研究、確立された。レンズテクノロジーは戦争終結を期に徐々に廃れていったが、およそ20年前よりオベロン社を中心に再び世界中に普及している。しかし、現在の技術水準は天地戦争時代のそれには到底及ばず、飛行竜やソーディアン、ベルクラントなど、天地戦争時代には現在の技術では製造不可能な様々なものが開発された。

#### モンスター
レンズを体内に取り込んだ動植物。体内に取り込んだレンズの影響で変態（巨大化、奇形化など）し、多くは凶暴化する。レンズを抜き取ると元に戻る。また、レンズによるモンスター化は人間も例外ではない。
モンスターは基本的に野生動物が誤ってレンズを取り込むことで生まれるが、天地戦争時代には軍事利用のために人為的に生み出されたモンスターも存在した。それらのモンスターが繁殖、進化した結果、現在では非常に多種のモンスターが世界各地に生息している。こうしたモンスターの中には体内のレンズから力を引き出して、晶術を使う種もいる。

#### 神の眼
直径6mの球体状巨大レンズ。そのサイズに比例した凄まじいエネルギーを含有しており、天地戦争時代には空中都市を浮遊させるためのエネルギー、ベルクラントのエネルギーを同時に供給していた。
天地戦争終結後、空中都市の再利用案が却下された時点で神の眼の破壊が試みられたが、強力なエネルギーフィールドに阻まれ傷一つつける事が出来ず、やむをえず封印措置となる。後に存在を知り、悪用を企てる者が現れる事を恐れた地上軍の幹部達は、隠れ蓑としてアタモニ神団を創設し世間からその存在を隔離させた。以後、セインガルドのストレイライズ神殿地下に長きに渡り保管されている。

#### 飛行竜
巨大な竜の姿をした空を飛ぶ乗り物。天地戦争時代に有機体とレンズを結合させる研究の一部として開発された。巨大な竜という外見のため、通常はモンスターの襲撃を受ける心配は無い。また、同様の研究で海底に潜ることのできる「海竜」、ベルクラント防衛を目的とした「守護竜」も開発された。有機体とレンズが融合した存在という点ではモンスターに近い存在と言えるが、モンスターのように自我を持っている訳ではなく、あくまでも乗り物である。
生体金属と呼ばれる希少な金属「ベルセリウム」を多量に使用しているため、製造数は少なく、現存する唯一の飛行竜ルミナ・ドラコニスはセインガルドが管理、運用している。また、海竜ベルナルドは海底のラディスロウに保管、守護竜はベルクラントで保管されていた。
ドラマCDでは動力源が無い飛行竜がカルバレイスのどこかに廃棄されていたのをグレバムが発見、再起動した。
PS2版では同系列の存在と思われる「始祖竜」が登場した。

### 天地戦争
およそ千年前に空中都市と地上との間で起きた大戦争。戦況は常に制空権を握りベルクラントを擁する空中都市の天上軍の有利に進んだ。しかし、地上軍も作戦総合本部だった軍事施設ラディスロウを推進装置をつけた移動要塞として浮上させ、空中都市の首都にソーディアンチームを送り込んだ。首都への強襲の結果、戦争は地上軍の勝利に終わる。
PS2版では、天地戦争に関する記録が現代にほとんど残っておらず、「大昔に天地戦争という大きな戦争があった」「神の眼と呼ばれるものが戦争の元凶であった」程度の記録しか残っていない。

#### 外殻
外殻大地とも呼ばれる、大量のレンズの力を用いて作られた空中に浮かぶ大地。本来は地上で作られた人工大地を浮上させる技術だったが、ベルクラントの完成以降は砲撃により粉砕した地上の大地を空へ舞い上がらせるものへと変わった。

#### 空中都市
巨大彗星衝突の二次災害（星全体を覆う粉塵による寒冷化や天変地異など）により荒廃した地上を捨て、外殻に移住するために作られた都市群。そのため空中都市のほとんどは外殻上に設置されているが、首都であるダイクロフトだけは空中都市群の機能の管理と外殻の維持のために都市自体が空に浮かんでいる。
実際に空中都市に移り住むことができたのは一部の特権階級の人々だけであり、空中都市に住む人々は自らを「天上人」と呼び、地上への弾圧を行ったため地上に住む人々の反発を招き、天地戦争が始まるきっかけとなった。
戦争終結後は「破壊案」「再利用案」などの意見が出たが、環境に与える影響などを考慮した結果、最終的に地上軍最高幹部の1人であったラヴィル・クレメンテの意見により海底に沈めることとなった。

#### ベルクラント
空中都市の首都ダイクロフトに搭載されている「無差別地殻破砕兵器」と呼ばれる巨大なレンズエネルギー砲。ミクトランが天上軍の技術の粋を結集して作らせた最悪の兵器。地上を一瞬で粉砕し、その破片を空へ舞い上がらせるほどの威力を持ち、上昇した大地の破片は「神の眼」の力により外殻の一部として結合される。
これにより地上軍は天地戦争において終始劣勢を強いられたが、ベルクラントによる無差別攻撃が空中都市のベルクラント開発チームに地上軍への亡命を決意させるきっかけとなり、地上軍勝利の要となったソーディアンの完成へと繋がった。
『テイルズオブデスティニー2』にて、「本来は破壊が目的ではない」「大地を削って空中に浮かべる平和利用の為のシステムであった」という設定が追加された。

#### ソーディアン
人間の記憶や人格を、高密度に高熱集積したレンズ「コアクリスタル」に投射し、剣に装着した「意思を持つ剣」であり、天地戦争時代末期に地上軍の切り札として開発された局地戦用の戦術兵器。地上軍の天才科学者ハロルド・ベルセリオスにより理論が提唱され、ベルクラント開発チームが亡命の際にコアクリスタルのベースとなるユニットを持ち込んだことで完成した。
マスターはコアクリスタルのエネルギーを利用した強力な晶術を行使し、投射された人格と意思の疎通を図ることで剣との同調性を高め、白兵戦においても通常の剣を上回る戦闘能力を発揮できる。また、コアクリスタルに投射された人格とは明確な言語のやり取りも行えるので、日常会話なども可能。ただし、コアクリスタルから力を引き出せるのは特別な素質を持つ者に限られ、素質を持たない者にとってはただの剣でしかない（意思の疎通も不可能）。このような素質を持つ者であれば、投射されている人格が自分のものでなくてもソーディアンと意思の疎通を図り、コアクリスタルから力を引き出せる。
PS2版では、別々の人格同士の連携ではオリジナル同士の場合よりも劣る力しか発揮出来ないという設定となっている。
ソーディアンはコアクリスタルに投射された人格と使い手との精神同調が不可欠であり、コアクリスタルには使い手自身の人格が投射され、開発された6本のソーディアンにはそれぞれ人格を投射した使い手の氏名が付けられている（テイルズ オブ デスティニーの登場キャラクター#ソーディアンチーム参照）。例外として、ソーディアン・ベルセリオスの使い手は投射体のハロルド・ベルセリオスではなく、双子の兄のカーレル・ベルセリオスである。
ソーディアン・マスターで結成されたソーディアンチームは空中都市の支配者を討ち、地上軍を勝利に導いた。しかし、戦争終結後に人格を投射したオリジナルメンバーとソーディアンの相互干渉により、互いの人格が崩壊する可能性があるという問題が発生したため、神の眼・空中都市・ラディスロウと共に隔離・封印処置が決定、各々が遠く離れた地に保管されることになった。

### 組織

#### オベロン社
セインガルド王国の国家予算に匹敵する年商を生み出し、世界的に活動する巨大企業。世界で唯一レンズの加工技術を持ち、加工したレンズを利用した製品を取り扱う。本社はセインガルド。フィッツガルド、カルバレイスにも支部を持つ。また、セインガルド王国では、社長のヒューゴ・ジルクリストが王の右腕となって国の繁栄と自社の利潤追求に勤めている。
レンズ製品は栄養ドリンクや家電などの日常的なものからモンスターと戦うための武器まで非常に多岐に渡るが、このためオベロン社は常時大量のレンズを必要としており、民間からのレンズの買取も行っている。レンズ買取を行う支店はほとんど世界中に存在する。
また、モンスターを倒したり遺跡から発掘したりしてレンズを集め、オベロン社に買い取って貰うことを生業とする、レンズハンターも存在する。

#### アタモニ神団（ストレイライズ神殿）
女神「アタモニ」を崇拝する教団。元々は、天地戦争後に破壊できなかった神の眼を世間から隔離するための隠れ蓑として作られたが、1000年の時を経た現在ではセインガルド王国の国教として確固たる地位を確立している。総本山、つまりセインガルドのストレイライズ神殿の深部には神の眼が安置されているが、神の眼の存在やアタモニ神団の創設・存在理由は司教や大司教といった高位の神官しか知らず、下位の神官や信者は純粋に神を崇めている。また、神官は古代文明などの研究者としての側面を持つ。
PS版では「ストレイライズ神殿」という名称がそのまま組織名として使用されていたが、リメイクに当たって『デスティニー2』から「アタモニ神団」という組織名称が逆輸入され、「ストレイライズ神殿」はアタモニ神団の総本山の神殿を指す固有名称になった。
「アタモニ」は、本作のキャラクターデザイナーであるいのまたむつみの苗字 (INOMATA) を逆読みにしたもの (ATAMONI) が元となっている。
シンボルマークはカエル。

## 主題歌
前作ファンタジアに引き続き主題歌が採用されている。また、主題歌に合わせたアニメーションムービーも製作され、ゲームをスタートすると主題歌と共にムービーが流れる。この主題歌とアニメーションムービーによるオープニングは以降のテイルズ オブ シリーズの定番となった。なお、主題歌とアニメムービーはリメイクした際にも変更されずにPS版時代のものがそのまま使われている。
曲名 - 夢であるように
作詞 - 池森秀一 / 作曲・歌 - DEEN / 編曲 - 池田大介

## PlayStation 2版

### 通常版
2006年6月20日、PS2へのリメイクが発表された。開発が開始されたのは2004年末から2005年初頭で、外注を含めると100人近いスタッフが開発に携わった。当初の発売予定日は2006年11月22日となっていたが、11月15日にソフトの不具合が発見され、2006年11月30日に発売予定日が延期された。
本作はあくまでもTODのリメイク作品であるとし、ストーリー的に続編に当る『テイルズ オブ デスティニー2』との繋がりは全く意識されていないが、グラフィック面ではTOD2とのバランスが配慮されており、キャラクターが2頭身から4、5頭身となり、ダンジョンマップやフィールドマップなどの背景も一新され、一部は3Dで表現されている。また、いのまたむつみによるキャラクターのイラストも書き下ろされ、エンディングにはいのまたむつみが手彩で書き下ろした20枚のイラストが使用されている。
シナリオは基本的にはPS版を踏襲してはいるものの、台詞は全て書き直されている。開発に際しては特に「既存の作品にどこまで手を加えて良いか」に配慮し、キャラクターの何気ない一言についても会議などが行われた。一部の登場人物はPS版と設定が異なっており、それに伴ってシナリオの展開がPS版とは異なっている部分もある。登場人物の設定の違いについては、テイルズ オブ デスティニーの登場キャラクターを参照。
システム面でも大幅な変更が行われ、多くの新たなシステムが導入された。システム面の変更点については、以下で詳細を記す。

#### 戦闘の変更点・追加要素
通常攻撃の連発が可能となり、他のシリーズ作品同様にアクション性が増した。特に本作の戦闘システムは「AR-LMBS（エアーリアル・リニアモーションバトルシステム）」と呼ばれる空中戦を重視した仕様になっており、大半の技が空中でも使用可能で2段ジャンプもできる。また、1Pコントローラーで全てのキャラクターを操作することが可能（メニュー及び戦闘中での操作キャラクター変更可）になった。
CC（チェイン・キャパ）
PS2版にはTPがなく、このCCを消費して術技を使用する。CCは術技のみならず通常攻撃や空中ジャンプ、バックステップなどの各種行動を起こす際にも消費するが、戦闘中随時回復し、枯渇を気にすることなく術技を連発できる。また、本作には「秘技」「奥義」のような術技の階級が存在しないため、連携の組み立ての自由度が高く、基本的にCCが続く限り連携を行うことが可能。これにより戦闘のアクション性が増している。
一方、CCを使い切ったキャラクターはCCが回復するまでの間は通常攻撃もできなくなってしまうため、単独での連携はその時点で途切れてしまう。そのため、本作で連携を繋げていくには過去のシリーズ作品以上に仲間の行動に合わせる「タイミング」や「技の使い分け」が重視される。
各キャラクターのCCには最小値と最大値が設定されており、CC回復の数値は最小値と最大値の間から一定の法則で決定される。各キャラクターのCCは装備武器に拠って決定され、ソーディアンデバイスや宝石などで増やすことも可能。
CCは戦闘中のみのパラメータであるため、移動中は術技を使用できず、回復手段も術以外のものに限られる。また、HP回復の効果を持つ術技は、TP残量による使用回数の制限がなくなった分、連続使用すると回復力が低下するという制約がある。この制約は戦闘中に通常攻撃などを行うことで徐々に、戦闘終了時には完全に解除される。
また、最小値と最大値が離れている場合（3 - 8等）防御を連打することによって、素早く最大値に達せられるバグが生じた。
属性
PS2版には「斬」「打」「射」「音」といった、主に物理攻撃のタイプを示す属性が存在する。通常攻撃やPS版では無属性だった技もこれらの属性を持っていることが多く、本作では無属性の攻撃手段が極めて少ない。属性は「斬、打、射、音、火、水、風、地、光、闇」の10種類で、PS版に存在した雷属性がなくなっている（雷属性だった攻撃手段は主に光属性になっている）。
術特技
術技の分類区分の1つ。本作では術技は大きく「特技」「晶術」「術特技」の3種類に大別され、「鳳凰天駆」や「断空剣」、「フォースフィールド」などの魔術的な力の伴う技の多くは術特技に分類される。いわば特技と晶術の中間の存在で、ダメージ計算にも物理攻撃力と術攻撃力の両方が適用される。晶術と異なり詠唱時間はないので、戦闘を行う上では特技と同じ感覚で使用できる。
ブラストキャリバー (BC)
BCは従来のシリーズ作品における「秘奥義」に相当する術技。HPの下に表示される「ブラストゲージ」が一定量溜まった状態で、連携の最中にのみ発動できる。BCには1から3のレベルがあり、レベルの高いBCほどブラストゲージを多く消費する。ブラストゲージの上限はそのキャラクターが修得している最もレベルの高いBCの消費量とイコールであるため、高レベルのBCを修得すれば、蓄積量に気を配ることで低レベルのBCを短い間隔で連続使用できる。ただし、戦闘不能になると蓄積されたブラストゲージは0となる。また、ゲージが満タンの状態で戦闘が終了するとある程度ブラストゲージが減る。
DC版では、状態異常に陥るとBCが使えなくなるという仕様がある。
術技の変更
ルーティの「ブラッディ・ローズ」、フィリアの「ジャッジメント」など、PS版から差し替えられた術技や、名称はそのままだが効果が異なる術技がある。
ディフィニットストライク
特定のキャラクターが特定の敵に対し、特定の流れで連携を行うことを指す。ディフィニットストライクを決められた敵は必ず気絶状態になる。また、ディフィニットストライクを決められた敵は、その戦闘でのアイテムドロップの確率が倍増する。ただし、ディフィニットストライクは同じ戦闘中は同名の敵に対し1回しか発動させることができない。連携の内容は、通常攻撃を数回繰り返すだけの簡単なものから、異なる晶術を4、5回繰り出す高難易度のものまで様々。
ディフィニットストライクの条件は敵ごとに異なり、ほぼ全ての敵に設定されている。敵ごとのディフィニットストライクの条件は「ディフィニット戦記」というアイテムで確認でき、全ての敵にディフィニットストライクを決めるとアイテムが貰えるサブイベントもある。

#### ソーディアンの変更点・追加要素
PS版ではソーディアンマスター間であればソーディアンの付け替えは自由だったが、PS2版ではソーディアンマスターは武器の付け替えが不可能になっており、自分のソーディアン（スタンならディムロス）以外の武器を装備することができなくなった。シナリオの都合上、一時ソーディアン以外の武器を装備しているキャラクターもいるが、その時期も武器の交換はできない。
また、ディスクシステムも廃止されているため、技や晶術は自身が修得するものしか使用できず、さらに各ソーディアン固有の「ソーディアンデバイス」により個々の役割がはっきりと分けられるようになった。なお、PS2版のソーディアンにはレベルが設定されていないが、マスターのレベルアップに伴いパラメータがアップするため、能力値の上昇システムに関してはPS版との違いはそれほどない。
ソーディアンデバイス
ソーディアンの性能をグレードアップさせるシステム。ソーディアンが持つデバイスポイントを、そのソーディアンごとに取得しているデバイスに割り振ることで、そのソーディアンはポイントを割り振ったデバイスの効果を得られる。デバイスには単純にソーディアンのパラメータを向上させるものから、晶術の詠唱時間短縮や状態異常の付加など様々なものがあり、効力の高いデバイスほど多くのデバイスポイントを割り振る必要がある。また、下位のデバイスを使用し続けることで上位のデバイスを使えるようになる。
リライズ
ソーディアンの機能の一つとして追加されたシステム。所有しているレンズを消費してソーディアン以外の武具を別の武具に変化させるシステムで、ガルドを消費せず武具のグレードアップが計れる。リライズでしか手に入れることのできない武具も存在する。
リライズの際に必要なレンズの個数や種類（後述）はアイテムによって異なり、高レベルのアイテムほどリライズするには入手困難な種類のレンズが必要となる。また、高レベルのアイテムをリライズするにはパーティの平均レベルが一定の値に達している必要があり、レンズが揃っているだけではリライズできない。

#### パーティメンバーの変更点・追加要素
PS版ではパーティメンバーの上限が6名まであったが、PS2版ではパーティメンバーの人数に制限がなく、最終的にはリオンを除いた全てのパーティメンバーをパーティとして連れ歩くことができ、新たにリリスのパーティ加入が追加されている。また、各キャラクターに新たな術技が追加されており、一部のキャラクターは戦闘スタイルもPS版と異なる。
サポートタレント
各パーティキャラクターが持つ、「戦闘に参加しないことで発揮できる」特殊効果。戦闘に参加しないパーティメンバーの中から1人だけサポートタレント要員を選ぶことができ、そのキャラクターは非戦闘要員である間だけ特有のサポートタレントを発揮する。発揮される効果はキャラクターごとに異なり、特に有効なサポートタレントを持つキャラクターは戦闘に参加させるかサポートタレントの効果を取るかが肝要となる。

#### その他の変更点・追加要素
ガルドとレンズ
戦闘勝利時、モンスターは一部の例外を除き、ガルドを落とさずにレンズのみを落とすようになった。これは「モンスターは体内のレンズの影響で凶暴化した動植物」という設定に沿ったもので、逆に人間の敵はレンズを落とさずガルドのみを落とす。また、レンズは全部で5種類あり、入手困難な種類のレンズほど換金レートが高い。
フードストラップ
PS版デスティニーのフードサックと他のシリーズ作品の料理をかけ合わせたようなシステム。フードサックに各料理のストラップ（おにぎりのストラップ、サンドイッチのストラップなど）を付けることで、フードストラップに設定された条件（HPが80%以下になる、戦闘中麻痺状態になる等）を満たしたときに、フードサック中の食料を消費して自動で該当料理が作られるようになった。フードストラップの購入や、フードサックの中身（フード）の補充は食材屋で行える。
エモーショナルカード・チャット
APWに替わり採用された、フェイスチャットシステムの一種。キャラクターのイラストがそれぞれカードのような枠の中に描かれており、キャラクターの表情の変化の他に、カードの絵柄（キャラクターの背景）を変化させる事でキャラクターの感情の変化を表現している。
オープニングムービー
PS2版ではニューゲームをスタートして、冒頭部分終了まで冒険を進めると初めてオープニングムービーが流れるという演出がされている。そのため、従来の作品と異なり、ゲームをスタートするとオープニングムービーが流れずにタイトルメニューが表示される。冒頭終了の部分まで進めたセーブデータが入っているメモリーカードが差してあれば、タイトルメニューの画面を表示したままある程度時間を置くとオープニングムービーが流れるようになる。DC版では、ゲームスタートした後、すぐにオープニングムービーが流れる。
web連動
インターネットの専用ホームページでのミニゲームをクリアする事で入手できるパスワードを使って、新しい術技の修得やサブイベントの追加など様々な特典を得る事ができた。このサービスは2007年5月31日に終了した。
クリア後特典
一度ゲームをクリアしたデータを用いることで、特典を受けた状態で2周目を始めることが出来るようになった。クリア回数やクリア時の戦闘難易度に応じてポイントが得られ、ポイントを用いて特典要素を購入することが出来る。従来のシリーズ作品の「GRADE SHOP」に相当するもので、特典にはプレイヤーに有利に働くものもあればやり込みプレイ向けのものもある。
なりきりアイテム
本には「なりきりスタン」や「なりきりリオン」など、装備することで「他のキャラクターになりきる」ことができるアイテムが存在する。具体的には、なりきりアイテムを装備したキャラクターは戦闘時の外見と使用術技が別のキャラクター（「なりきりスタン」の場合はスタン）のものになる（各種ステータスは元のまま）。これにより、ストーリーの途中で離脱してしまうリオンを戦闘で使用することができる他、同じキャラクターを複数戦闘に参加させることもできる。また、通常攻撃と特技の属性はなりきる前のキャラと同じ（コングマンがリオンになると通常攻撃が打属性になる等）になるので状況に応じてなりきるキャラを変える事でお気に入りのキャラで属性弱点を突きやすくするという戦略も生まれる。
序盤のハーメンツの村でのリオン戦の結末の変更
PS版とPS2版とでは、戦いの結末が大きく異なっている。PS版は、かなりの苦戦を強いられるが勝利することができ、その際はバッドエンドになってゲームオーバーになるが、PS2版は、リオンのHPを一定量まで減らすとリオンの奥義が炸裂して強制終了という内容に変更された。

#### ドラマチックDVD -オレンジグミ篇-
PS2 通常版の初回特典DVD。

### ディレクターズカット版
2008年1月31日発売。シリーズ最後のPS2用ソフトである。ソフト単品の通常版と、アートブックやスペシャルサウンドトラックが同梱された数量限定のプレミアムBOXが存在する。
通常のPS2版との相違点は、本編をリオンの視点で進める「リオンサイド」が追加されたこと。これに伴い、リオンを中心に新しい術技の追加、一部の術技の仕様変更がなされ、リオンの称号も新たに追加されている。その他の主な相違点は以下。
追加要素
- いくつかのイベント、サブイベント
- 新しいソーディアンデバイス
- 新しいエモーショナルカード・チャット
- 戦闘難易度SECOND
- 闘技場の挑戦項目
- 新しいクリア後特典

変更点
- Web連動による特典がパスワード無しで追加される。
- ステータス上限が999から1999に上昇。
- レンズの最大所持数が、990枚→9990枚に変更
- オープニングの流れ方がPS版と同じになった。
- 一部の敵キャラクターが強化された。
- いくつかのバグが修正されたが、新たなバグが増えている。
- 状態異常中はBCが発動できなくなった。
- サブイベントがある場所を吹き出しで教えてくれるようになった。

## スタッフ

### PS版
- キャラクターデザイン - いのまたむつみ
- システムデザイン - 小川浩
- シナリオ - 石塚和也
- システムプログラム - 佐藤勝利
- バトルプログラム - S.H.I.（平地慎二）
- 音楽 - 桜庭統、田村信二
- ディレクター - 菊池栄二
- アニメーション制作 - Production I.G

## 評価
PS版は50万本以上を販売したタイトルに贈られるPlayStation Awardsの「ゴールドプライズ」を受賞した。
PS2版は日本ゲーム大賞2006 フューチャー部門を受賞した。

## メディアミックス

### 小説
テイルズ オブ デスティニー ルーティのルール
著者は祭紀りゅーじ、イラストは橋本正枝。電撃文庫より刊行。位置づけとしてはPS版の後半部分のノベライズだが、登場人物の設定・ストーリーがまったく異なっている。
- 1998年3月25日発行、ISBN 4-8402-0816-6

テイルズ オブ デスティニー 運命をつぐもの（ときをつぐもの）
著者は矢島さら、イラストはいのまたむつみ。ファミ通文庫より刊行。ゲーム本編を小説化した作品。
- 上 ISBN 4-7577-0063-6
- 下 ISBN 4-7577-0064-4

テイルズ オブ デスティニー 天地戦争編
著者は祭紀りゅーじ、イラストは橋本正枝。電撃文庫より刊行。天地戦争時代のカーレルに着目して描かれているが、『デスティニー2』や『デスティニー』のキャラクターとは設定が全く異なる。なお、作中には「カーボン冷凍」という言葉が出てくるが、祭紀はこれは「カーボナイト凍結」の間違いであったと『テイルズ オブ ファンタジア 語られざる歴史』の後書きで謝罪している。
- 1998年9月25日発行、ISBN 4-07-309625-7

テイルズ オブ デスティニー 青の記憶
著者は矢島さら、イラストはいのまたむつみ、挿絵は啄木鳥しんき。ファミ通文庫より刊行。スタンと出会う前のルーティとマリーのエピソードを描いた番外編。
- ISBN 4-7577-0434-8

テイルズ オブ デスティニー 蒼黒の想い
著者は矢島さら、イラストはいのまたむつみ。ファミ通文庫より刊行。PS2版のゲーム本編をリオン視点で描いた番外編。
- 上 ISBN 978-4-7577-3427-2
- 下 ISBN 978-4-7577-3564-4

### 漫画
『テイルズ オブ デスティニー 神の眼をめぐる野望』
『月刊ファミ通ブロス』で連載。作画は啄木鳥しんき。
テイルズ オブ シリーズ全体でも初の漫画化作品である。
ゲームとの主な相違点
- スタンがディムロスと出会うのは古代遺跡
- ルーティがマリーと共に旅をしていない
- リオンの心理描写の多さと結末
- 街を訪れる順番
- 登場しない敵がいる
- 空中都市群におけるレンブラントの口調が普通
- 黒幕そのものが違う

単行本
1. ISBN 4-7577-0086-5
2. ISBN 4-7577-0087-3
3. ISBN 4-7577-0179-9
4. ISBN 4-7577-0180-2
5. ISBN 4-7577-0148-9
6. ISBN 4-7577-0285-X

『テイルズ オブ デスティニー』
『月刊Gファンタジー』2000年8月号から2003年2月号まで連載。作画はくおん摩緒。
啄木鳥しんき版と比べれば原作に準じたストーリーとなっているが、エンディングはゲームとは異なる。
単行本
1. ISBN 4-7575-0397-0
2. ISBN 4-7575-0545-0
3. ISBN 4-7575-0656-2
4. ISBN 4-7575-0780-1
5. ISBN 4-7575-0923-5

『テイルズ オブ デスティニー ディレクターズカット -儚き刻のリオン-』
『電撃マ王』2008年2月号から2011年4月号まで連載。作画はカスカベアキラ。
ディレクターズカット版・リオンサイドのコミカライズ。そのためストーリーがリオン、シャルティエ、マリアンらの視点から描かれている。
単行本
1. ISBN 978-4-04-867198-9
2. ISBN 978-4-04-867710-3
3. ISBN 978-4-04-868320-3
4. ISBN 978-4-04-868980-9
5. ISBN 978-4-04-870428-1

画集
1. ISBN 978-4-04-870647-6

この他、エニックスからアンソロジーコミックと4コマ漫画が3巻ずつ、エンターブレインからアンソロジーコミックが3巻、スクウェア・エニックスからPS2版のアンソロジーコミックが1巻、マッグガーデンからPS2版のアンソロジーコミックが1巻刊行されている。

### ドラマCD
テイルズ オブ デスティニー 地上編 vol.1 - 3・天上編 vol.1 - 3
廉価版として地上編、天上編をセットにしたものが発売されている。
ゲームとは以下のような相違点がある。
1. 地上編1のみ、リオンの一人称が「僕」ではなく「俺」となっている。
2. チェルシーが迷子になっていない。
3. キャラクターグラフィックで着用しているスタンの服はウッドロウから貰った物になっている。
4. マリーがルーティ救出の協力者捜しをしておらずその場でスタンと対面。
5. レンズ換金にはレンズハンターの許可証が必要。
6. スタン達がソーディアンマスターとしてセインガルドに招かれる。よって電撃ティアラは存在せず、バティスタをフィッツガルドで逃がした際彼にオベロン社製の発信機を取り付けた。
7. リオンがセインガルドの客員剣士ではなく近衛団長になっている。
8. コングマンがフィリアではなくイレーヌのことが好き。
9. 第二部では空中都市復活までパーティにウッドロウ不在。
10. レンブラントがマリアンを人質にとっていない。
11. 空中都市でのイレーヌとバルックの交戦場所が逆。
12. ミクトランは最終決戦まで肉体が登場せず剣のまま独りでに動く。

テイルズ オブ デスティニー 〜PROUST Forgotten Chronicle
1999年にフロンティアワークスより発売された。
エミリオ・カトレット＝リオン・マグナスの生い立ちからスタン達に会うまでを中心に、彼の人生を描いた作品。父ヒューゴ、姉ルーティ、マリアン、フィンレイ・ダグ、シャルティエを通じてリオンの心の葛藤が細かく描かれている。また、16歳の普通の少年である面ものぞかせるなど、ゲーム本編では語られることはなかった様々な面が表現されている。

## 関連商品

### 書籍
- テイルズ オブ デスティニー オフィシャルガイドブック ISBN 4-7577-0247-7
- ナムコ公式ガイドブック テイルズ オブ デスティニー（書店扱い無し）
- テイルズ オブ デスティニー 公式コンプリートガイド ISBN 4-902372-12-6
- テイルズ オブ デスティニー パーフェクトガイド ISBN 978-4-7577-3460-9
- テイルズ オブ デスティニー 予言の書 ISBN 4-08-779391-5
- テイルズ オブ デスティニー ディレクターズカット パーフェクトガイド for リオンサイド ISBN 978-4-7577-4135-5
- テイルズ オブ デスティニー ディレクターズカット 宿命の書 ISBN 978-4-08-779452-6
- テイルズ オブ デスティニー キャラクターコレクション ISBN 4-8402-2349-1

### サウンドトラック
- 「テイルズ・オブ・デスティニー」サウンドトラック
- 「テイルズ オブ デスティニー」オリジナル・サウンドトラック

### ラジオCD
- ラジオ テイルズ オブ デスティニー DJCD Vol.1
- ラジオ テイルズ オブ デスティニー DJCD Vol.2
- ラジオ テイルズ オブ デスティニー DJCD Vol.3

### パチスロ
- パチスロ「テイルズ オブ デスティニー 運命という名のパチスロ」（北電子、2013年11月発売）

### パチンコ
- CRテイルズ オブ デスティニー